# Bandmanufakturen im Erzgebirge
Die Bandmanufaktur im Erzgebirge war ein im 16. Jahrhundert vornehmlich im sächsischen Gebiet um die heutige Doppelstadt Annaberg-Buchholz eingeführter Wirtschaftszweig zur Herstellung von textilen Bändern. Daneben wurde die Bandweberei unter anderem auch in Potsdam, Wien und in Zwettl betrieben.

## Geschichte
Am Ende des 16. Jahrhunderts wurde die Bandmanufaktur durch ausgewanderte Niederländer im sächsischen Obererzgebirge eingeführt. Zu Beginn des 19. Jahrhunderts waren 423 Meister, 150 Gesellen und 300 Lehrlinge beschäftigt. Die Anzahl der Gesellen, Lehrlinge und weiblichen Arbeiter war schwankend und abhängig vom Steigen und Sinken der Manufaktur. Die niederländischen Posamentierer ließen sich anfänglich im Jahr 1590 in Buchholz nieder. Am 25. Dezember 1599 wurde Paul Hefler zuerst auf drei Jahre bei Meister Elias Fleischnern aufgedingt. 
Zu Beginn des 19. Jahrhunderts arbeiteten im Bereich von Annaberg und Buchholz etwa 800 Personen auf Bandstühlen und verfertigten auf solchen auch andere Posamentierartikel. In der Bandmanufaktur waren zahlreiche Frauen und teilweise auch Kinder beschäftigt. Die verlegenden Handlungen, welche mehrere deutsche Messen damit bezogen, lieferten hauptsächlich Taffent, Gros de Tours, Atlas- und Moiré-Bänder, in vielerlei Farben und Breiten, Doppelfigurband, mit Blumen durchwirkte Bänder, Lahn-Anhänge, Anhängeligaturen, schmale und breite in Bonquets, Blumen und gerankten Mustern; schmale, mittelbreite und breite; Treßligaturen in Lahn, baumwollene Gardinenfransen; weißseidne, schwarzseidne, zwirnene und kamelhaarne glatte Fransen; dergleichen dreilustrige und durchbrochene Fransen. 
Die vornehmsten Handlungen der Bandmanufaktur im Erzgebirge waren: Eisenstuck und Comp., Christ. Fr. Seldner, Carl Gerhard, Benedikt und Comp., Gebr. Krauß, Gebr. Mey, Schubert und Nabholz. 1718 wurde im preußischen Potsdam eine Bandmanufaktur gegründet.
In der zweiten Hälfte des 19. Jahrhunderts kam die Bandmanufaktur im Zuge der fortschreitenden industriellen Revolution fast vollständig zum Erliegen.